# Lars Perne
Lars Gunnar Perne, född 29 maj 1922 i Hedvig Eleonora församling i Stockholm, död 20 april 1972 i Essinge församling i Stockholm, var en svensk sångtextförfattare och sketchförfattare. 
Perne medverkade vid Scalarevyerna 1947–1955. Tillsammans med sin bror Nils Perne, Gösta Stevens och Sven Paddock skrev han revyn Tillsammans igen som uruppfördes på Södra teatern i Stockholm 1951 och som filmades under namnet Karusellen i fjällen 1955.
Perne var son till direktör Johan Perne och Thora Jönsson.  De  är begravda på Norra begravningsplatsen utanför Stockholm. Han var gift 1948–1951 med Barbro Lindblom (1920–1957).